# Lille-i metró
A Lille-i metró (francia nyelven: Métro de Lille) 1983. április 25-én indult a franciaországi Lille városában. Jelenleg két vonalból áll, a hálózat teljes hossza 45 km, melyen összesen 60 állomás található. 2011-ben naponta átlagosan 271 230, egész évben pedig 99 millió utas vette igénybe a metrót.
A metró automata üzemű, gumikerekes könnyű metró, a világ első vezető nélküli metróhálózata, a VAL rendszer (francia nyelven: véhicule automatique léger) első alkalmazása.

## Forgalom
Az utasforgalom az elmúlt években az alábbi módon változott:
| 2016 | 107 500 000 |
| 2018 | 119 900 000 |

## Képek

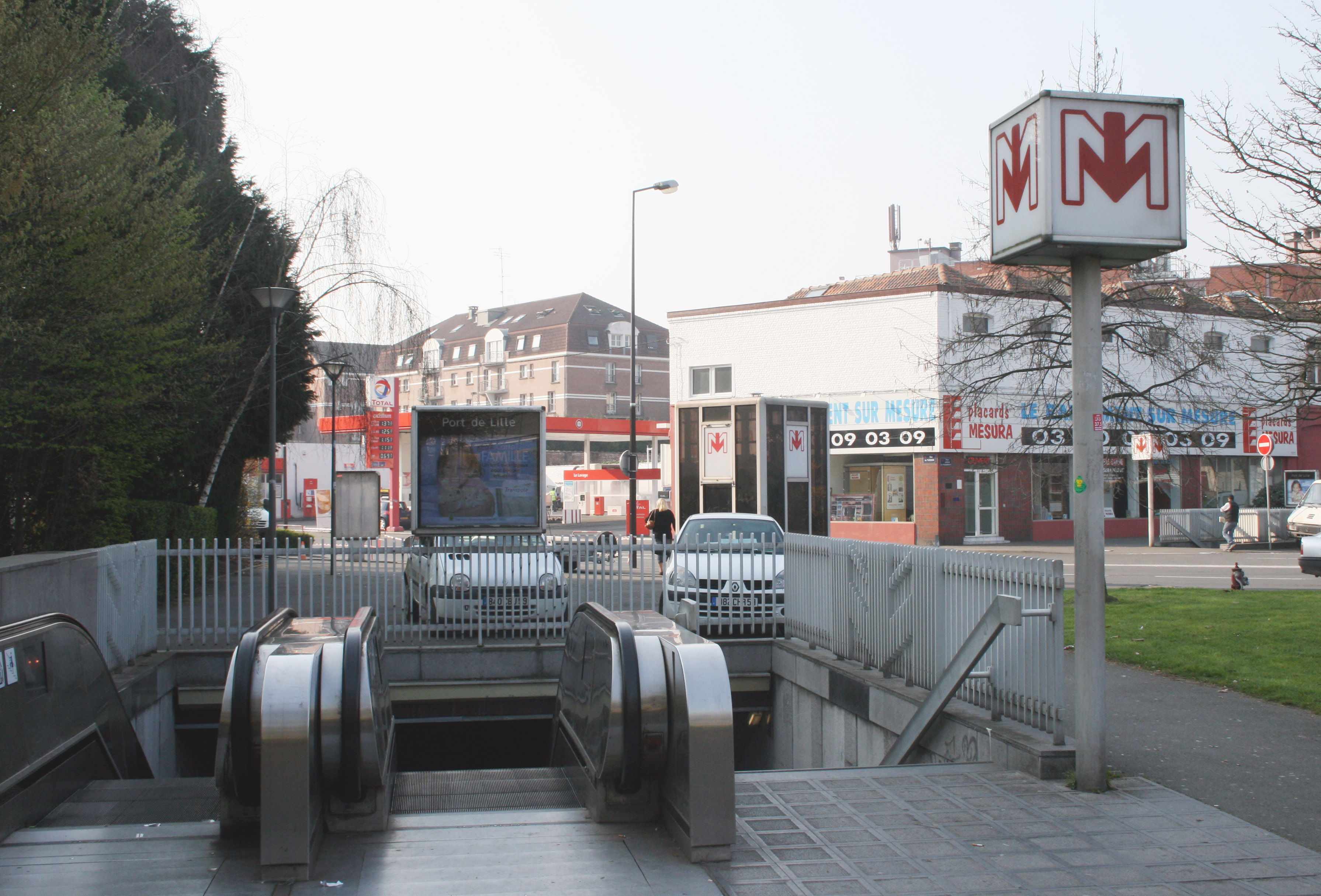
Port de Lille állomás
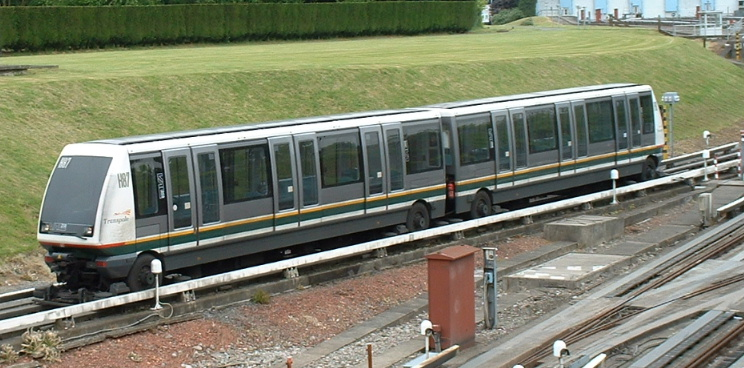
Egy a 60 Siemens VAL 208 szerelvényből